# Yokosuka D4Y Suisei
Yokosuka D4Y Suisei (zavezniško kodno ime Judy) je bil japonski strmoglavec druge svetovne vojne.

## Začetek proizvodnje
Letalo je začelo nastajati kot strmoglavec za japonsko vojno mornarico v letu 1938, vendar je zaradi težav z ogrodjem to vlogo dobilo šele v letu 1943, ko so odpravili pomankljivosti. Osnova za to letalo je bil nemški strmoglavec Heinkel He-118. Japonci so namreč v letu začetka proizvodnje kupili nekaj teh letal in jih delno kopirali. Prvi primerki so prišli iz tovarne leta 1942, vendar so bili zaradi omenjenih težav uporabljeni le kot izvidniška letala. 

## Lastnosti letala
Letalo je imelo poleg konstrukcijskih težav še nekaj pomankljivosti. Zaradi zahtev mornarice po čim manjši skupni teži   letala v te strmoglavce niso vgrajevali samotesnilnih rezervoarjev, kar je pomenilo, da je zadeto letalo kmalu zajel plamen, kar je pomenilo eksplozijo in izgubo letala s posadko vred. Ravno zaradi tega pa je imelo letalo tudi nekaj prednosti - majhna masa letala zaradi pomanjkanja zaščitnih sredstev (oklepa in samotesnilnih rezervoarjev za gorivo) je letalu omogočila izjemne letalne lastnosti. Za bombnik strmoglavec je bilo to letalo izjemno hitro, zelo okretno in je imelo zelo velik doseg.

## Uspehi letala
Letalo je prvič sodelovalo v bojih že leta 1942 med bitko pri otočju Midway, kjer so za izvidniške naloge Japonci uporabljali dve letali tega tipa. Zaradi svoje visoke hitrosti sta bili za ameriške lovce vrste Grumman Wildcat neulovljivi. Kljub temu sta bili obe izgubljeni skuaj s svojo matično ladjo - letalonosilko Sōryū.
Tudi v vlogi strmoglavca se je letalo dokaj dobro izkazalo in je skozi celotno vojno američanom povzročalo dokaj velike izgube med vojnimi ladjami. Eno samo letalo vrste "Suisei" je marca 1945 z dvema 250 kilogramskima bombama zadelo ameriško letalonosilko USS Franklin in jo težko poškodovalo. Letalonosilka USS Franklin je bila ladja najsodobnejšega in največjega razreda letalonosilk, ki so sodelovale v drugi svetovni vojni - razreda Essex. Nobena letalonosilka tega razreda med vojno ni bila potopljena, vendar je bila USS Franklin najbolj poškodovana ameriška letalonosilka, ki se ni potopila, kar je le še en dokaz, kako zelo nevarno je bilo letalo "Suisei". Oktobra 1944 je ravno tako eno samo letalo tega tipa zadelo in potopilo ameriško spremljevalno letalonosilko USS Princeton.
Skupaj so izdelali 2038 letal »Judy«. 